# Jessica Alba
Jessica Marie Alba, född 28 april 1981 i Pomona, Kalifornien, är en amerikansk skådespelare och affärskvinna. Hon har bland annat gjort rollerna som Honey Daniels i filmen Honey och Sue Storm i Fantastic Four. Hon är gift och har två döttrar och en son med filmproducenten Cash Warren. Hon är också grundare till och delägare i The Honest Company.

## Uppväxt
Jessica Alba föddes i Pomona, Kalifornien som dotter till Catherine (född Jensen) och Mark Alba. Familjen flyttade till Biloxi i Mississippi när Alba var liten. Fadern, som var anställd i USA:s flygvapen, tog sedan med sig familjen till Del Rio i Texas innan familjen slutligen slog sig ner i södra Kalifornien när Jessica var nio år gammal. Hennes mor har danskt påbrå.

## Karriär
Jessica Alba har velat bli skådespelare sedan hon var fem år gammal och gick sin första kurs när hon var tolv år. Nio månader senare fick hon sin första agent. Hon gjorde debut på filmduken 1994 i komedin Sommarlägret då en av huvudpersonerna hoppade av. Alba fick rollen då hon hade samma hårfärg som skådespelaren. 
Efter sin första filmroll var Alba med i en del reklamer innan hon fick sin första TV-roll i serien The Secret World of Alex Mack. År 1995 fick hon rollen som Maya i TV-serien Flipper. Hon medverkade i Flipper åren 1995–1997.
År 1999 medverkade hon i filmen Never Been Kissed där hon spelade en mindre roll mot Drew Barrymore. Hon var också med i filmen Idle Hands där hon spelade den kvinnliga huvudrollen. Albas stora genombrott kom emellertid år 2000 då hon fick huvudrollen i James Camerons science fiction-serie Dark Angel. Serien lades ner efter bara två säsonger men trots det hade Alba uppmärksammats i Hollywood då hon bland annat blev nominerad till en Golden Globe.
Efter Dark Angel fick Alba större roller och spelade bland annat den exotiska dansaren Nancy Callahan i Sin City och även den kvinnliga huvudrollen mot Paul Walker i filmen Into the Blue. Hon fick även rollen som en superhjälte i filmen Fantastic Four, som den osynliga kvinnan Sue Storm.
År 2008 kom filmerna The Eye och The Love Guru.

## The Honest Company
Efter att ha fött sitt första barn 2008 fick Alba idén att grunda ett företag som tillverkar babyprodukter, såsom blöjor, utan syntetiska tillsatser. Tre år senare grundade hon och tre affärspartners The Honest Company. År 2015 värderades företaget till $1,7 miljarder.

## Filmografi (urval)
- 1994 – Sommarlägret
- 1994 – The secret world of Alex Mack (TV-serie)
- 1995 – Flipper (TV-serie)
- 1998 – Beverly Hills 90210 (TV-serie) (gästroll)
- 1999 – Never Been Kissed
- 1999 – Idle Hands
- 1999 – Paranoid
- 2000 – Dark Angel (TV-serie)
- 2003 – Honey
- 2003 – Kärlekens lexikon
- 2005 – Sin City
- 2005 – Into the Blue
- 2005 – Fantastic Four
- 2007 – Hårda bud
- 2007 – Awake
- 2007 – Good Luck Chuck
- 2007 – Fantastic Four: Rise of the Silver Surfer
- 2007 – Meet Bill
- 2008 – The Eye
- 2008 – The Love Guru
- 2009 – The Office (TV-serie)
- 2010 – goa
- 2010 – An Invisible Sign of My Own
- 2010 – Valentine's Day
- 2010 – The Killer Inside Me
- 2010 – Machete
- 2010 – Little Fockers
- 2011 – Spy Kids 4D
- 2012 – A.C.O.D.
- 2013 – Escape from Planet Earth
- 2013 – Machete Kills
- 2014 – The Spoils of Babylon (TV-serie)
- 2014 – Sin City: A Dame to Kill For
- 2014 – Stretch
- 2014 – Den engelska romantikern
- 2015 – Barely Lethal
- 2016 – The Veil
- 2016 – Dear Eleanor
- 2016 – Mechanic: Resurrection
- 2019 – L.A.'s Finest (TV-serie)